# I kynighi
I kynighi (Οι Κυνηγοi, "els caçadors") és una pel·lícula dramàtica d'art grega de 1977 dirigida per Theo Angelópulos. Va participar en el 30è Festival Internacional de Cinema de Canes de 1977. També va rebre l'Hugo d'Or al Festival Internacional de Cinema de Chicago.

## Sinopsi
En vespra d'any nou, en una illa grega un grup de caçadors de classe alta, troben un cos enterrat en la neu i conservat pel fred. Pel seu uniforme sembla ser un dels milers de guerrillers morts durant la Guerra Civil grega.
De la reflexió sobre que fer amb el cos sorgeix tot una reconstrucció històrica de la societat d'aquesta època.

## Repartiment
- Mary Chronopoulou
- Eva Kotamanidou
- Aliki Georgouli
- Vangelis Kazan - Hostaler
- Betty Valassi
- Giorgos Danis - industrial
- Stratos Pahis - Constructor
- Christoforos Nezer - polític
- Dimitris Kaberidis
- Takis Doukakos
- Nikos Kouros - militar

## Producció
la pel·lícula va vendre 105.000 entrades d'estrena a Grècia el 1977 i, tanmateix, es va considerar un èxit comercial.
El govern conservador va negar el finançament d'Angelopoulos a través del Centre del Cinema Grec. Aleshores, el director va buscar finançament en altres llocs, a la televisió alemanya i francesa. Va inaugurar així la pràctica de la coproducció europea per al cinema grec. També li va donar fama internacional.